# پیران (ترکیه)
پیران نام یک منطقه کردنشین است در کردستان ترکیه که در نزدیک شهر دیاربکر (آمد) واقع شده‌است. کردی کرمانجی زبان منطقه پیران است. شیخ سعید پیران در سال ۱۹۲۵ یک شورش ملی بزرگ علیه اتاتورک برپاکرد که به قیام شیخ سعید پیران مشهور است. مرکز این شورش در منطقه پیران (ترکیه) در استان دیاربکر در کردستان ترکیه بود.